# 朗道量子化
朗道量子化是指均匀磁场中带电粒子的回旋轨道发生的量子化。这些带电粒子能量在一系列分立的数值中取值，形成朗道能级。朗道能级是简并的，每一能级上电子的电子数量与外加磁场的强度成正比:267。由朗道量子化可以得出外磁场会导致材料中电子性质的振荡。这一理论是由苏联物理学家列夫·朗道于1930年提出的。

## 推导
朗道量子化可以通过准经典的方法部分导出:255-258。这里采用量子力学的方法进行推导：
考虑一个带电粒子组成的二维系统。这些粒子无内部相互作用，所带电荷为q，自旋量子数为S，并被限制在x-y平面内一个面积A = LxLy的区域内。
对这一系统施加一个沿z轴的均匀磁场{\displaystyle \mathbf {B} ={\begin{pmatrix}0\\0\\B\end{pmatrix}}}。由于自旋对于这个二维系统没有影响，因而在下面的推导中将忽略自旋。在CGS单位制下，这个系统的哈密顿算符为：
{\displaystyle {\hat {H}}={\frac {1}{2m}}({\hat {\mathbf {p} }}-q{\hat {\mathbf {A} }}/c)^{2}.}
式中{\displaystyle \mathbf {p} }为正则动量算符，{\displaystyle {\hat {\mathbf {A} }}}为磁场的磁矢势，与磁感应强度的关系为：
{\displaystyle \mathbf {B} =\mathbf {\nabla } \times {\hat {\mathbf {A} }}.\,}
给定磁场的磁矢势具有一定的规范自由度。当{\displaystyle {\hat {\mathbf {A} }}}被添加一个标量场的梯度时，波函数的整体相位也会随着标量场产生一定的变化，但由于哈密顿算符具有规范不变性，系统的物理性质并不受选定的规范影响。为了简便计算，这里选择朗道规范： 
{\displaystyle {\hat {\mathbf {A} }}={\begin{pmatrix}0\\Bx\\0\end{pmatrix}}.}
式中B=|B|，x为位置算符x方向上的分量。
在这一规范下，系统的哈密顿算符为：
{\displaystyle {\hat {H}}={\frac {{\hat {p}}_{x}^{2}}{2m}}+{\frac {1}{2m}}\left({\hat {p}}_{y}-{\frac {qB{\hat {x}}}{c}}\right)^{2}.}
算符{\displaystyle {\hat {p}}_{y}}与这一哈密顿算符是对易的。这是因为在选定规范时，算符{\displaystyle {\hat {y}}}被忽略掉了，因而算符{\displaystyle {\hat {p}}_{y}}可被它的本征值ħky替代。
如果设定回旋频率ωc = qB/m，那么可以得出此时哈密顿算符为：
{\displaystyle {\hat {H}}={\frac {{\hat {p}}_{x}^{2}}{2m}}+{\frac {1}{2}}m\omega _{c}^{2}\left({\hat {x}}-{\frac {\hbar k_{y}}{m\omega _{c}}}\right)^{2}.}
这与量子谐振子的哈密顿算符基本一致，但势能的最小值需要在位置表象中移动x0 = ħky/mωc。
注意到谐振子势能的平移并不会影响到系统的能量，也就是说这一系统的能量与标准的量子谐振子一致：
{\displaystyle E_{n}=\hbar \omega _{c}\left(n+{\frac {1}{2}}\right),\quad n\geq 0~.}
由于能量与量子数ky无关，因而会存在一定的简并态。
由于{\displaystyle {\hat {p}}_{y}}与哈密顿算符是对易的，因而系统的波函数可以表示为y方向上动量的本征值与谐振子本征矢{\displaystyle |\phi _{n}\rangle }的乘积，但{\displaystyle |\phi _{n}\rangle }也需要在x方向上移动x0，即：
{\displaystyle \Psi (x,y)=e^{ik_{y}y}\phi _{n}(x-x_{0})~.}
总之，电子的状态可以通过n与ky这两个量子数表征。

## 朗道能级
朗道量子化所造成的效应只能在平均内能小于能级间差值，即kT ≪ ħωc时才能被观测到。简单来说就是温度较低，外磁场较强。
每个朗道能级都具有一定的简并度，因为量子数ky的取值情况为：
{\displaystyle k_{y}={\frac {2\pi N}{L_{y}}}},
式中N为整数。N所允许的取值受到振子的运动中心坐标x0的影响。振子的运动必须在系统范围内，也就是说0 ≤ x0 < Lx。这给出了N的取值范围：
{\displaystyle 0\leq N<{\frac {m\omega _{c}L_{x}L_{y}}{2\pi \hbar }}.}
对于带电量q = Ze的粒子来说，N的上限可以表记为磁通量的比值：
{\displaystyle {\frac {ZBL_{x}L_{y}}{(hc/e)}}=Z{\frac {\Phi }{\Phi _{0}}},}
式中 Φ0 = h/e为磁通量的基本量子，Φ = BA是系统的磁通量，面积A = LxLy。
因而对于自旋为S的粒子，每个朗道能级的简并度的最大值D为：
{\displaystyle D=Z(2S+1){\frac {\Phi }{\Phi _{0}}}~.}
上述讨论只是在有限尺度内给出的粗略的结果，严格来说，谐振子解只对在x方向上不受限的系统有效，如果系统尺度Lx是有限的，那个方向上的束缚态条件会导致磁场中的非标准量子化情况。原则上，两个都是埃尔米特方程的解。多电子对于朗道能级的填充仍是研究热点之一。
一般来说，朗道能级可以在电子系统中被观察到，其中Z=1，S=1/2。随着磁场增强，越来越多的电子会占据朗道能级。最高的朗道能级的占据情况会导致多种电子性质振荡，如德哈斯-范阿尔芬效应及舒布尼科夫-德哈斯效应。
如果考虑到塞曼效应的话，那么每个朗道能级都会分裂为一对能级：一个为自旋向上的电子占据的能级，一个是自旋向下的电子占据的能级。此时每个自旋朗道能级的简并度就会是磁通量的比率：D =   Φ/Φ0。两个能级与分裂前的能级间隔是相同的： 2μBB = ħω 。然而在多个能级被占满时，系统的费米能与基态的能量却是大致相同的，因为塞曼效应造成的影响，在这些能级相加时会被抵消掉。

## 讨论
在上面的推导过程中，x与y似乎并不对称。然而，考虑到系统的对称性，并没有物理量能表征这两个坐标的区别。在对x与y进行适当的内部变换后，可以得到相同的结果。
此外，上述推导中电子在z方向上运动受限的情形尽管在实验中确实存在，如二维电子气。但这一假设并不基本。如果电子在z方向上可以自由移动，那么波函数还需要乘以一个因子exp(ikzz)，能量对应地需要加上(ħ kz)2/(2m)。这一项会“填入”能级间隙，从而减小量子化的效果。但在垂直于磁场的平面x-y上的运动仍是量子化的。

## 对称规范中的朗道能级
选定对称规范：
{\displaystyle {\hat {\mathbf {A} }}={\frac {1}{2}}{\begin{pmatrix}-By\\Bx\\0\end{pmatrix}}}
对于哈密顿算符进行去量纲化：
{\displaystyle {\hat {H}}={\frac {1}{2}}\left[\left(-i{\frac {\partial }{\partial x}}-{\frac {y}{2}}\right)^{2}+\left(-i{\frac {\partial }{\partial y}}+{\frac {x}{2}}\right)^{2}\right]}
实际值可以通过引入{\displaystyle q}、{\displaystyle c}、{\displaystyle \hbar }、{\displaystyle \mathbf {B} }及{\displaystyle m}等常数得出。
引入算符
{\displaystyle {\hat {a}}={\frac {1}{\sqrt {2}}}\left[\left({\frac {x}{2}}+{\frac {\partial }{\partial x}}\right)-i\left({\frac {y}{2}}+{\frac {\partial }{\partial y}}\right)\right]}
{\displaystyle {\hat {a}}^{\dagger }={\frac {1}{\sqrt {2}}}\left[\left({\frac {x}{2}}-{\frac {\partial }{\partial x}}\right)+i\left({\frac {y}{2}}-{\frac {\partial }{\partial y}}\right)\right]}
{\displaystyle {\hat {b}}={\frac {1}{\sqrt {2}}}\left[\left({\frac {x}{2}}+{\frac {\partial }{\partial x}}\right)+i\left({\frac {y}{2}}+{\frac {\partial }{\partial y}}\right)\right]}
{\displaystyle {\hat {b}}^{\dagger }={\frac {1}{\sqrt {2}}}\left[\left({\frac {x}{2}}-{\frac {\partial }{\partial x}}\right)-i\left({\frac {y}{2}}-{\frac {\partial }{\partial y}}\right)\right]}
这些算符的对易关系为：
{\displaystyle [{\hat {a}},{\hat {a}}^{\dagger }]=[{\hat {b}},{\hat {b}}^{\dagger }]=1}.
哈密顿算符可记为：
{\displaystyle {\hat {H}}={\hat {a}}^{\dagger }{\hat {a}}+{\frac {1}{2}}}
朗道能级序数{\displaystyle n}是{\displaystyle {\hat {a}}^{\dagger }{\hat {a}}}的本征值。
角动量z方向上的分量为：
{\displaystyle {\hat {L}}_{z}=-i\hbar {\frac {\partial }{\partial \theta }}=-\hbar ({\hat {b}}^{\dagger }{\hat {b}}-{\hat {a}}^{\dagger }{\hat {a}})}
利用其与哈密顿算符可对易，即{\displaystyle [{\hat {H}},{\hat {L}}_{z}]=0}，我们选定{\displaystyle {\hat {L}}_{z}}的本征值{\displaystyle -m\hbar }为使{\displaystyle {\hat {H}}}与 {\displaystyle {\hat {L}}_{z}}对角化的本征函数。易见，在第{\displaystyle n}个朗道能级上存在{\displaystyle m\geq -n}。然而{\displaystyle m}的值可能非常大。在下面将推导系统表现出的有限简并度。
使用{\displaystyle {\hat {b}}^{\dagger }}可以使{\displaystyle m}减小一个单位同时使{\displaystyle n}保持不变，而{\displaystyle {\hat {a}}^{\dagger }}则可以使{\displaystyle n}增大一个单位，同时令{\displaystyle m}减小一个单位。类比量子谐振子，可以得到：
{\displaystyle {\hat {H}}|n,m\rangle =E_{n}|n,m\rangle }
{\displaystyle E_{n}=\left(n+{\frac {1}{2}}\right)}
{\displaystyle |n,m\rangle ={\frac {({\hat {b}}^{\dagger })^{m+n}}{\sqrt {(m+n)!}}}{\frac {({\hat {a}}^{\dagger })^{n}}{\sqrt {n!}}}|0,0\rangle }
在朗道规范与对称规范下，每个朗道能级上的简并轨道分别以量子数ky及{\displaystyle m}表征，每个朗道能级上单位面积的简并度是相同的。
可以证明选定下面这个波函数时，也可以得到上面得到的结果：
{\displaystyle \psi _{n,m}(x,y)=\left({\frac {\partial }{\partial w}}-{\frac {\bar {w}}{4}}\right)^{n}w^{n+m}e^{-|w|^{2}/4}}
式中{\displaystyle w=x+iy}。
特别地，对于最低的朗道能级，即{\displaystyle n=0}时，波函数为任意一个解析函数与高斯函数的乘积：{\displaystyle \psi (x,y)=f(w)e^{-|w|^{2}/4}}。

## 规范变换的影响
进行这样的规范变换：
{\displaystyle {\vec {A}}\to {\vec {A}}'={\vec {A}}+{\vec {\nabla }}\lambda ({\vec {x}})}
运动学动量的定义为：
{\displaystyle {\hat {\pi }}={\hat {\mathbf {p} }}-q{\hat {\mathbf {A} }}/c}
式中{\displaystyle {\hat {\mathbf {p} }}}为正则动量。哈密顿算符是规范不变的，因而{\displaystyle \langle {\hat {\pi }}\rangle }与{\displaystyle \langle {\hat {x}}\rangle }也会在规范变换后保持不变，但{\displaystyle \langle {\hat {\mathbf {p} }}\rangle }会受到规范变换的影响。
为了考察规范变换带来的影响，设磁矢势为{\displaystyle A}与{\displaystyle A'}时的量子态为{\displaystyle |\alpha \rangle }与{\displaystyle |\alpha '\rangle }。
由于{\displaystyle \langle {\hat {x}}\rangle }和{\displaystyle \langle {\hat {\pi }}\rangle }是规范不变的，可以得到：
{\displaystyle \langle \alpha |{\hat {x}}|\alpha \rangle =\langle \alpha '|{\hat {x}}|\alpha '\rangle }
{\displaystyle \langle \alpha |{\hat {\pi }}|\alpha \rangle =\langle \alpha '|{\hat {\pi '}}|\alpha '\rangle }
{\displaystyle \langle \alpha |\alpha \rangle =\langle \alpha '|\alpha '\rangle }
设算符{\displaystyle {\mathcal {G}}}会使{\displaystyle |\alpha '\rangle ={\mathcal {G}}|\alpha \rangle }，则：
{\displaystyle {\mathcal {G}}^{\dagger }{\hat {x}}{\mathcal {G}}={\hat {x}}}
{\displaystyle {\mathcal {G}}^{\dagger }\left({\hat {p}}-{\frac {e{\hat {A}}}{c}}-{\frac {e{\vec {\nabla }}\lambda (x)}{c}}\right){\mathcal {G}}={\hat {p}}-{\frac {e{\hat {A}}}{c}}}
{\displaystyle {\mathcal {G}}^{\dagger }{\mathcal {G}}=1}
综上所述：
{\displaystyle {\mathcal {G}}=\exp \left({\frac {ie\lambda ({\vec {x}})}{\hbar c}}\right)}